# Doris verrucosa
Doris verrucosa is een slakkensoort uit de familie Dorididae. De wetenschappelijke naam werd gepubliceerd in 1758 door Carl Linnaeus in de tiende editie van Systema naturae.

## Verspreiding
De zeenaaktslak heeft vooral een zuidelijke verspreiding en is onder andere bekend van Het Kanaal, Bretagne, de Britse Eilanden en Ierland en zuidelijker, tot in de Middellandse Zee. Op 19 augustus 2023 werd deze wratslak onder de Zeelandbrug in de Oosterschelde gevonden en gefotografeerd door Mirjam Staalman en Marion Haarsma. Het is voor zover bekend de allereerste melding uit Nederland.